# Keita Bates-Diop
Keita Bates-Diop (Sacramento, 23 gennaio 1996) è un cestista statunitense, di ruolo ala piccola o ala grande, professionista nella NBA.

## Carriera
È stato selezionato dai Minnesota Timberwolves al secondo giro del Draft NBA 2018 (48ª scelta assoluta).

## Statistiche

### NCAA
| Anno      | Squadra             | PG  | PT | MP   | TC%  | 3P%  | TL%  | RP  | AP  | PRP | SP  | PP   |
| --------- | ------------------- | --- | -- | ---- | ---- | ---- | ---- | --- | --- | --- | --- | ---- |
| 2014-2015 | Ohio State Buckeyes | 33  | 1  | 9,9  | 47,3 | 46,2 | 67,9 | 2,1 | 0,5 | 0,3 | 0,6 | 3,8  |
| 2015-2016 | Ohio State Buckeyes | 33  | 33 | 31,5 | 45,3 | 32,4 | 78,7 | 6,4 | 1,1 | 0,7 | 1,2 | 11,8 |
| 2016-2017 | Ohio State Buckeyes | 9   | 3  | 23,3 | 50,0 | 20,0 | 71,4 | 5,2 | 1,3 | 0,2 | 1,3 | 9,7  |
| 2017-2018 | Ohio State Buckeyes | 34  | 34 | 33,1 | 48,0 | 35,9 | 79,4 | 8,7 | 1,6 | 0,9 | 1,6 | 19,8 |
| Carriera  | Carriera            | 109 | 71 | 24,8 | 47,2 | 35,2 | 77,6 | 5,7 | 1,1 | 0,6 | 1,2 | 11,7 |

#### Massimi in carriera
- Massimo di punti: 35 vs Illinois-Urbana-Champaign (4 febbraio 2018)[1]
- Massimo di rimbalzi: 14 (3 volte)
- Massimo di assist: 5 (3 volte)
- Massimo di palle rubate: 4 vs Appalachian State (16 dicembre 2017)
- Massimo di stoppate: 5 (2 volte)
- Massimo di minuti giocati: 45 vs Indiana (23 febbraio 2018)

### NBA

#### Regular Season
| Anno      | Squadra            | PG  | PT | MP   | TC%  | 3P%  | TL%  | RP  | AP  | PRP | SP  | PP  |
| --------- | ------------------ | --- | -- | ---- | ---- | ---- | ---- | --- | --- | --- | --- | --- |
| 2018-2019 | Minnesota T'wolves | 30  | 3  | 16,8 | 42,3 | 25,0 | 64,3 | 2,8 | 0,6 | 0,6 | 0,5 | 5,0 |
| 2019-2020 | Minnesota T'wolves | 37  | 0  | 17,5 | 42,2 | 33,0 | 70,8 | 3,0 | 0,8 | 0,5 | 0,5 | 6,8 |
| 2019-2020 | Denver Nuggets     | 7   | 0  | 14,0 | 46,4 | 33,3 | 80,0 | 2,4 | 0,0 | 0,3 | 0,6 | 5,3 |
| 2020-2021 | San Antonio Spurs  | 30  | 0  | 8,2  | 44,8 | 29,4 | 66,7 | 1,6 | 0,4 | 0,4 | 0,2 | 2,6 |
| 2021-2022 | San Antonio Spurs  | 59  | 14 | 16,2 | 51,7 | 30,9 | 75,4 | 3,9 | 0,7 | 0,5 | 0,2 | 5,7 |
| 2022-2023 | San Antonio Spurs  | 67  | 42 | 21,7 | 50,8 | 39,4 | 79,3 | 3,7 | 1,5 | 0,7 | 0,3 | 9,7 |
| 2023-2024 | Phoenix Suns       | 39  | 8  | 15,3 | 42,7 | 31,3 | 72,2 | 2,6 | 0,9 | 0,6 | 0,5 | 4,5 |
| 2023-2024 | Brooklyn Nets      | 14  | 0  | 4,9  | 50,0 | 20,0 | 100  | 0,6 | 0,3 | 0,2 | 0,1 | 1,6 |
| Carriera  | Carriera           | 283 | 67 | 16,1 | 47,4 | 33,3 | 75,1 | 3,0 | 0,9 | 0,5 | 0,3 | 6,0 |

#### Play-off
| Anno     | Squadra        | PG | PT | MP  | TC%  | 3P% | TL%  | RP  | AP  | PRP | SP  | PP  |
| -------- | -------------- | -- | -- | --- | ---- | --- | ---- | --- | --- | --- | --- | --- |
| 2020     | Denver Nuggets | 5  | 0  | 4,7 | 20,0 | -   | 50,0 | 1,2 | 0,2 | 0,0 | 0,0 | 0,6 |
| Carriera | Carriera       | 5  | 0  | 4,7 | 20,0 | -   | 50,0 | 1,2 | 0,2 | 0,0 | 0,0 | 0,6 |

#### Massimi in carriera
- Massimo di punti: 30 vs Los Angeles Lakers (23 dicembre 2021)[2]
- Massimo di rimbalzi: 11 (2 volte)
- Massimo di assist: 6 (2 volte)
- Massimo di palle rubate: 4 vs Oklahoma City Thunder (24 febbraio 2021)
- Massimo di stoppate: 3 (4 volte)
- Massimo di minuti giocati: 43 vs Detroit Pistons (10 febbraio 2023)